# Lissopimpla atra
Lissopimpla atra är en stekelart som beskrevs av Girault 1924. Lissopimpla atra ingår i släktet Lissopimpla och familjen brokparasitsteklar. Inga underarter finns listade i Catalogue of Life.